# Giorgos Stathakis
Giorgos Stathakis (em grego Γιώργος Σταθάκης; Chania, 8 de novembro de 1953) é um político grego, do partido SYRIZA 

Em 2015, foi nomeado Ministro da Economia, Infra-estrutura, Marinha Mercante e Turismo no Governo Tsipras.
É formado em Economia na Universidade de Newcastle, e foi professor de Economia Política na Universidade de Creta.